# A Pequena Notável nos Palcos da Broadway
A Pequena Notável nos Palcos da Broadway é um álbum da cantora Carmen Miranda lançado em 1959 pela Odeon Records. Apesar do nome, o disco reproduz um show que Carmen e o Bando da Lua apresentaram no inicio dos anos 1950, no Hotel Mark Hopkins, em Nova Iorque.

## Gravação e produção
Na contra-capa do disco Aloysio de Oliveira diz que o show havia sido gravado em uma pequena máquina gravadora de fita, que foi ligada diretamente ao microfone que Carmen Miranda usava no palco. Aloysio obteve do maestro Bill Beathcock os arranjos originais das músicas gravadas no show. Assim nasceu a ideia e o desafio de se recriar o show em estúdio.

## Faixas
"Aqui, no estúdio da Odeon, passamos então a realizar o trabalho árduo de reproduzir a orquestra tal qual aconteceu naquela noite no show. O Bando da Lua também foi reproduzido aqui. Procuramos em tudo isso a maior autenticidade possível do ambiente geral do show. Horas e horas permanecemos  no estúdio – eu, o maestro Borba, seus músicos, os técnicos, procurando dar em cada música, em cada compasso, o necessário sincronismo e a devida interpretação de cada número exigia."

—Aloysio de Oliveira na contracapa do disco.
1. South American Way
2. Diálogo
3. When I Love, I Love
4. Cuanto Le Gusta
5. Diálogo
6. I Make My Money With Bananas
7. Diálogo
8. Cooking With Glass
9. South American Way/Diálogo
10. I Like You Very Much
11. South American Way